# Lunga vita alla signora!
Lunga vita alla signora! és una pel·lícula italiana coming-of-age del 1987 escrita i dirigida per Ermanno Olmi.
La pel·lícula es va presentar a la competició principal al 44a edició de la Mostra Internacional de Cinema de Venècia, on va obtenir el Lleó de Plata i el Premi FIPRESCI.

## Argument
Un jove de setze anys que va a l'escola de gestió hotelera és convidat a participar en un gran sopar de gala com a aprenent de cambrer. El sopar s'organitza en un castell per celebrar l'aniversari d'una senyora molt gran i influent que no toca menjar.
El sopar és una oportunitat per fer ressaltar les ambicions i la mesquinesa dels convidats: el nen se n'adona i està decebut i amargat. Demana, doncs, el consell dels adults, però el seu pare també és víctima d'aquest món, i l'única ajuda (que li permet aguantar) ve del record dels ensenyaments de la seva àvia, sovint nascuts de la fe.
Al final de la llarga vetllada, mentre els seus companys s'adormen aclaparats pel cansament, el jove cambrer surt d'amagat del castell emportant-se els preciosos coberts de plata, i fuig per la gespa. Un gest que, sense saber-ho, voldria poder aturar l'estació onírica i màgica de la infantesa. No obstant això, és perseguit per l'amenaçador mastí de la patrona. Quan el cambrer, esgotat, es llença a terra, sorprenentment el gos s'ajup mansament al seu costat.

## Repartiment
- Marco Esposito com a Libenzo
- Simona Brandalise com a Corinna
- Stefania Busarello com a Anna
- Simone Dalla Rosa com a Mao
- Lorenzo Paolini com a Ciccio
- Tarcisio Tosi com a PG (Pigi)
- Marisa Abbate com a "Senyoreta"